# جاك رينور
جاك رينور (بالإنجليزية: Jack Reynor)‏ هو ممثل أمريكي - أيرلندي ولد في 23 يناير 1992م.

## وصلات خارجية
- جاك رينور على موقع IMDb (الإنجليزية)
- جاك رينور على موقع ألو سيني (الفرنسية)
- جاك رينور على موقع ميوزك برينز (الإنجليزية)
- جاك رينور على موقع أول موفي (الإنجليزية)
- جاك رينور على موقع قاعدة بيانات الأفلام السويدية (السويدية)
- جاك رينور على موقع قاعدة بيانات الفيلم (الإنجليزية)
- جاك رينور على موقع كينوبويسك (الروسية)